# Karakara
Karakara (znanstveno ime Caracara plancus) je ptica roparica iz družine Falconidae – sokoli. Kot je trenutno opredeljeno, kakararo najdemo v Južni Ameriki, na jugu ZDA, vključno s Florido, kjer so jo videli na vzhodni obali do skrajnega vzhodnega okrožja Seminole na Floridi (jezero Harney), kjer zdaj velja za gnezdilko, vendar je navedena kot ogrožena. Obstajajo poročila o karakari do San Francisca v Kaliforniji  in leta 2012 v bližini mesta Crescent v Kaliforniji. Nekateri verjamejo, da morda živijo v Novi Škotski, s številnimi opažanji v 2010-ih. Julija 2016 so številni ljudje na zgornjem polotoku Michigan, tik pred Munisingom, poročali in fotografirali severno kakararo. Junija 2017 je bila severna karakara opažena daleč na severu v St. Georgeu v New Brunswicku v Kanadi. Primer je bil posnet v Woodstocku v Vermontu marca 2020. V zadnjem času je vrsta pogostejša v osrednjem in severnem Teksasu, na splošno pa je pogosta v južnem Teksasu in južno od ameriške meje.  Lahko je tudi najdena (gnezdi) v južnih Karibih (npr. Aruba, Curaçao in Bonaire), Mehiki in Srednji Ameriki. Prej je bila uvrščena v rod Polyborus.

## Opis
Karakara ima skupno dolžino 50-65 cm in razpon kril 120-132 cm. Njegova teža je 0,9–1,6 kg, v povprečju 1378 g pri 7 pticah iz Tierra del Fuego. Posamezniki iz hladnejšega južnega dela območja so v povprečju večji od tistih iz tropskih regij (kot napoveduje Bergmannovo pravilo) in so največja vrsta karakare. Pravzaprav so druga največja vrsta sokolov na svetu po povprečni telesni masi, takoj za  arktičnim sokolom (Falco rusticolus). Glava, trebuh, stegna, večina kril in konica repa so temno rjavkasti, obušesje (perje, ki obkroža uho), grlo in zatilje so belkasto obloženi, prsni koš, vrat, plašč, hrbet, prevleke zgornjega repa, crissum (spodnje pokrove, ki obdaja kloako) in bazalni del repa sta belkasto rumenorjavo temno rjavkasta. Med letom zunanja letalna peresa kažejo velik, viden belkasto-rumenorjavkast madež ('okno'), kot pri več drugih vrstah karakar. Noge so rumene, gola koža obraza in možganov pa temno rumene do rdečkasto oranžne. Nedorasli so podobni odraslim, vendar so bolj bledi, imajo proge na prsih, vratu in hrbtu, sive noge in belkasto, kasneje rožnato-vijolično, kožo obraza in kljuna.
- Jajca
- JMladič
- Mlad odrasel osebek
- Odrasel
- Odrasel v Pantanalu, Brazilja

## Vedenje
Krepkega, oportunističnega roparja, kakararo pogosto vidijo, kako hodi po tleh in išče hrano. Ni izbirčna ptica in požre vse kar je užitno. Prehranjuje se predvsem z mrhovino, žabami, povoženimi živalmi, poginulimi ribami, vendar bo ukradel hrano drugim grabežljivcem, napadal ptičja gnezda in v primeru možnosti ujel živi plen (večinoma žuželke ali drug majhen plen, vendar vsaj do velikosti snežene čaplje (Egretta thula). Lahko tudi jedo sadje. Prevladuje nad vranjim (Coragyps atratus) in puranjim jastrebom (Cathartes aura). Oportunistična narava te vrste pomeni, da karakara išče pojave, povezane s hrano, npr. gozdni požari in kroženje jastrebov. Običajno je osamljena, vendar se lahko več posameznikov zbere pri velikem viru hrane (npr. smetišču). Vzreja poteka na južni polobli spomladi / poleti v južnem delu njenega območja, vendar je v toplejših regijah čas manj strog. Gnezdo je velika odprta struktura, ki je običajno postavljena na vrh drevesa ali palme, včasih pa tudi na tleh. Povprečna velikost je dve jajci.
- Mlad odrasel osebek, ki kaže značilna svetlobna "okna" v krilih
- Odrasel
- Nadlegovanje z muharjem
- Mlad odrasel osebek na kaktusu, Bonaire, Karibska Nizozemska
- Severna čopasta karakara (Caracara cheriway), Attwater Prairie Chicken National Wildlife Refuge, okrožje Colorado, Texas, ZDA
- Nezrela ptica, ki pregleduje okolico v Teksasu v ZDA

## Razširjenost in habitat
Karakara se pojavlja od Ognjene zemlje v najjužnejši južni Ameriki na severu do juga ZDA, Mehike in Srednje Amerike. Na Falklandskih otokih se pojavlja osamljena populacija. Izogiba se andskemu visokogorju in gostemu vlažnemu gozdu, kot je amazonski pragozd, kjer je večinoma omejena na razmeroma odprte dele ob večjih rekah. Sicer se pojavlja v skoraj vseh odprtih ali pol odprtih habitatih in ji pogosto najdemo v bližini ljudi.

## Floridska karakara
Na Floridi živi reliktna populacija severnih karakar  (Caracara cheriway), ki sega v zadnje ledeniško obdobje, ki se je končalo okoli 12.500 let pred našim štetjem. Takrat je bila Florida in preostala obala Mehiškega zaliva prekrita s hrastovo savano. Ko so se temperature zviševale, je savana med Florido in Teksasom izginila. Caracara je lahko preživela v prerijah osrednje Floride in na močvirjih ob reki St. Johns. Palme Sabal palmetto so najprimernejše gnezdišče, čeprav gnezdijo tudi v hrastih Quercus virginiana. Njihov zgodovinski obseg na današnjem polotoku Florida je vključeval okrožja Okeechobee, Osceola, Highlands, Glades, Polk, Indian River, St. Lucie, Hardee, DeSoto, Brevard, Collier in Martin. Trenutno so najpogostejše v okrožjih DeSoto, Glades, Hendry, Highlands, Okeechobee in Osceola. Izguba ustreznega habitata je povzročila upad populacije Floridske karakare, in je bila leta 1987 uvrščena na seznam ogroženih živali ZDA.

## Karakara v Mehiki
Mehiški ornitolog Rafael Martín del Campo je predlagal, da je bila severna karakara verjetno sveti 'orel', upodobljen v več predkolumbovskih Azteških kodeksih, pa tudi v florentinskem kodeksu. Ti posnetki so bili sprejeti kot državni simbol Mehike in so med drugim vidni na zastavi. Ker so bile slike interpretirane tako, da prikazujejo zlatega orla, je postal nacionalna ptica.

## Texan eagle
Balduin Möllhausen, nemški umetnik, ki je spremljal železniško raziskavo leta 1853 (ki jo je vodil poročnik Amiel Weeks Whipple) od reke Canadian do Kalifornije vzdolž 35. vzporednika, je pripovedoval o tem, kar je imenoval 'teksaški orel', kar je po njegovem mnenju identificiral kot Audubonov Polyborus vulgaris. To opazovanje se je zgodilo v gorah Sans Bois na jugovzhodu Oklahome.

## Status
Na večini svoje razširjenosti je pogost do zelo pogost. Verjetno bo imel koristi od razširjenega krčenja gozdov v tropski Južni Ameriki. Zato Svetovna zveza za varstvo narave meni, da je najmanj ogrožena vrsta (Least Concern).